# ファイルマネージャー (Windows)
ファイルマネージャー（英語：File Manager）は、1990年から1999年までMicrosoft Windows内のアプリケーションとして配布されたファイル管理プログラムである。2018年4月6日以降、Windows 10でも動作するバージョンをGitHubからダウンロードできる。
従来、MS-DOSのコマンドラインインターフェース（CLI）やMS-DOSウィンドウ（MS-DOS Executive）で行っていたファイルの管理（コピー、移動、開く（実行）、削除、検索等の操作）をグラフィカルユーザインタフェースで行えるアプリケーションとしてWindows 3.xに同梱される形で登場した。
Windows 95やWindows NT以降は2つのペインからなるWindows エクスプローラーが新たなファイル管理アプリケーションとして導入され、ファイルマネージャー同様の単一ペイン表示は「マイ コンピュータ」アイコンをダブルクリックすれば表示されるようになった。ただし、ファイルマネージャーもWindows 95以降のWindows MeやWindows NT 4.0に引き続き同梱された。

## 概要
ファイルマネージャーは左側のパネルにディレクトリの一覧が表示され、今開いているディレクトリの内容が右側のパネルに表示される。ファイルやディレクトリの作成、名前の変更、移動、印刷、コピー、検索、削除を行えるほか、アクセス許可をアーカイブ、読み取り専用、隠しファイルなどの属性に設定したり、ファイルとプログラムとの関連付けを設定したりできる。また、ディスクのラベル付けやフォーマット、共有ファイルの管理、ネットワークドライブへの接続や切断を行うツールも利用できる。Windows NT系では、shell32のセキュリティ設定ダイアログを介してNTFSパーティションに置かれたファイルとディレクトリのACLを設定することもできる（同様の設定ダイアログがエクスプローラーやその他のWindowsファイルマネージャーにも存在する）。 また、NTFSドライブでは、ファイル単位またはディレクトリ全体の圧縮および展開が可能である。
Windows NT系のファイルマネージャーでは、ディレクトリ、ファイル、ローカル、ネットワーク、ユーザーごとに権限を変更できる。
Windows 95およびWindows NT 4.0以降は、Windows Explorerがファイルマネージャーの代わりとして登場した。ただし、 WINFILE.EXE がWindows 95、Windows 98、Windows Meの16ビットアプリケーションとして、Windows NT 4.0では32ビットアプリケーションとして引き続き同梱された。最後の32ビット版  WINFILE.EXE はビルド4.0.1381.318がWindows NT 4.0 Service Pack 6a (SP6a)の一部として配布され、16ビット版はビルド4.90.3000がWindows Meの一部として配布された。ファイルマネージャは、SYSTEM.INIを書き換えることでエクスプローラの代わりにシェルとして利用することができた（これはWindows3.xでも同様）。
Windows 3.1開発チームでファイルマネージャーを担当したのは、シェル開発に携わったクリス・ガザックである。
2018年、マイクロソフトはMITライセンスでソースコードをGitHubに公開した。

## ファイルマネージャーのバージョン

### 16ビット版
当初の16ビット版ファイルマネージャは、当時使われていた8.3形式のファイル名にしか対応していなかった。Windows 95でサポートされたロングファイルネームや空白文字を含むファイル名を扱えなかったため、これらのファイルはファイル名の先頭6文字を取り、その後にチルダ(~)と数字を組み合わせた8.3形式で表示した。数字部分は「1」から始まり、同一ディレクトリにファイル名の先頭部分が重複するファイルが複数存在する場合には、数字部分が「2」、「3」…と大きくなる規則で表示した。
16ビット版のファイルマネージャーは、1990年のWindows 3.0以降同梱された。Windows 3.1、Windows for Workgroups 3.1xに含まれていたファイルマネージャーは2000年問題に対応しておらず、2000年以降に作成されたファイルの日付で年を表す部分がコロンやセミコロンに置き換わるバグが存在した。マイクロソフトは、この問題を修正したWindows 3.1x系OS向けモジュールを1997年に配布した。
OS/2ではバージョン1.1、1.2、および1.3にファイルマネージャーが同梱された。1988年にリリースされたOS/2 1.1当時はアプリケーションの名前が「ファイルシステム」となっており、実行形式は PMFILE.EXE であった。

### Windows NT版
Windows NT 32ビットプログラム版として書き直されたバージョンである。このバージョンはロングファイルネームおよびNTFSファイルシステムを新たにサポートした。Windows NT バージョン3.1、3.5、3.51、4.0に同梱された。

### Windows 10版
2018年4月6日、マイクロソフトがファイルマネージャーのソースコードおよびバイナリをMITライセンスのもとに公開した。公開されたバージョンは、Windows 10でも動作するよう改善が施されている。また、同バージョンはVisual Studioで64ビットアプリケーションとしてコンパイルできるよう、いくつかの改良がなされている。2019年1月下旬、マイクロソフトからMicrosoftストアにフリー版が公開された。

## 参照記事
1. ↑  “「Windows ファイルマネージャー」がWindows 10搭載PCやXbox Oneで手軽に体験可能”. ITmedia PC USER (2019年2月5日). 2022年10月16日閲覧。
2. ↑  “Windows Desktop Products History”. Windows History.  Microsoft (2002年6月30日). 2006年4月12日時点のオリジナルよりアーカイブ。2006年8月19日閲覧。
3. 1 2 3  Microsoft Corporation. “Microsoft/winfile: Original Windows File Manager (winfile) with enhancements”.  GitHub. 2022年10月16日閲覧。
4. ↑  チャールズ・トーレ (2007年2月20日). “Dr Sneath and Ian Ellison-Taylor: Windows History”. Channel9.  Microsoft. 2007年3月10日閲覧。
5. ↑  トム・ワーレン. “Microsoft open-sources original File Manager from the ‘90s so it can run on Windows 10 - The Verge”.   The Verge. 2018年4月7日閲覧。
6. ↑  “File Manager Shows Garbled Date for Year 2000 or Later”. Support.   Microsoft (2003年4月22日). 2005年9月30日時点のオリジナルよりアーカイブ。2022年10月16日閲覧。
7. ↑  OS/2 1.1
8. ↑  OS/2 1.2
9. ↑  Microsoft OS/2 V1.3
10. ↑  ジョン・ビッグス. “90s kids rejoice! Microsoft releases the original Windows 3.0 File Manager source code”.  TechCrunch. 2018年4月15日閲覧。